# Chhakchhuak Lallawmzuala
Chhakchhuak Lallawmzuala (sinh ngày 8 tháng 4 năm 1990 ở Mizoram) là một cầu thủ bóng đá người Ấn Độ thi đấu ở vị trí hậu vệ cho Aizawl ở I-League.

## Thống kê sự nghiệp

### Câu lạc bộ
Tính đến 20 tháng 5 năm 2015
| Câu lạc bộ          | Mùa giải            | Giải vô địch | Giải vô địch | Cúp Liên đoàn | Cúp Liên đoàn | Cúp Durand | Cúp Durand | AFC     | AFC       | Tổng    | Tổng      |
| Câu lạc bộ          | Mùa giải            | Số trận      | Bàn thắng    | Số trận       | Bàn thắng     | Số trận    | Bàn thắng  | Số trận | Bàn thắng | Số trận | Bàn thắng |
| ------------------- | ------------------- | ------------ | ------------ | ------------- | ------------- | ---------- | ---------- | ------- | --------- | ------- | --------- |
| Shillong Lajong     | 2012–13             | 17           | 0            | 2             | 0             | 0          | 0          | —       | —         | 19      | 0         |
| Shillong Lajong     | 2013-14             | 13           | 0            | 1             | 0             | 0          | 0          | -       | -         | 14      | 0         |
| Royal Wahingdoh     | 2014–15             | 12           | 0            | 0             | 0             | 0          | 0          | —       | —         | 12      | 0         |
| Aizawl              | 2016–17             | 0            | 0            | 0             | 0             | 0          | 0          | —       | —         | 0       | 0         |
| Tổng cộng sự nghiệp | Tổng cộng sự nghiệp | 32           | 0            | 3             | 0             | 0          | 0          | 0       | 0         | 35      | 0         |